# 제노스

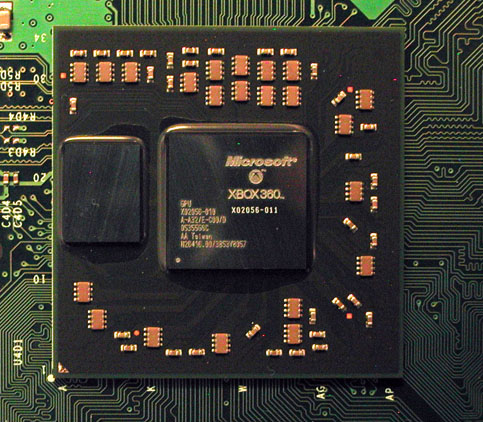

제노스(Xenos)는 ATI가 마이크로소프트의 가정용 게임기인 엑스박스 360용으로 개발한 GPU이다.
개발시 코드명은 "C1"으로 PC용 그래픽 GPU인 R600시리즈의 디딤돌 역할을 하였다. 이 칩은 2개의 실리콘 다이(die)로 구성되어 있는데 큰 다이가 GPU, 작은 다이가 10MB의 eDRAM이다.

## 사양
셰이더는 3개의 SIMD 엔진으로 되어 있으며 각각 16개의 유닛으로 총 48개로 구성되어 있다. 또 각 셰이더 유닛은 2개의 ALU(쿨럭당 1개의 연산 가능)를 가지며 클럭당 2개의 부동소수점 연산이 가능하다.
- 3.37억개의 트랜지스터
- 10MB eDRAM(embedded DRAM) : 프레임 버퍼, 500MHz, 90나노(nm) 공정
  - NEC에서 개발한 eDRAM 다이에는 색상, 알파 블렌딩, Z 버퍼, 스텐실 버퍼, AA(안티 앨리어싱)을 위한 장치가 포함되어 있다.
  - 1.05억개의 트랜지스터
  - 8 ROP(랜더 출력 장치, Render Output unit)
    - 최대 픽셀 필레이트 : 초당 4기가픽셀(8 ROP x 500 MHz)
    - 최대 Z 샘플레이트 : 초당 8기가샘플(2 Z 샘플 x 8 ROP x 500 MHz), 4X AA시 초당 32기가 샘플(2 Z 샘플 x 8 ROP x 4X AA x 500 MHz)
    - 최대 AA(앤티에일리어싱) 샘플레이트 : 초당 16기가샘플(4 AA 샘플 x 8 ROP x 500 MHz)
- 500MHz GPU : TSMC 90나노 공정, 2.32억개의 트랜지스터
  - 48개의 통합 셰이더 장치
    - 한 사이클, 한 유닛당 10FLOPS
    - 최대 버텍스 수 : 초당 15억 버텍스((48 셰이더 x 500 MHz) / 16)
    - 최대 폴리곤 수 : 초당 5억 폴리곤(15억 버텍스/ 폴리곤당 3버텍스)
    - 최대 셰이더 연산 : 초당 480억(2 ALU x 48 셰이더 x 500 MHz)
    - 240GFLOPS(10 FLOPS x 48 셰이더 x 500 MHz)
    - MEMEXPORT 셰이더 함수

  - 16개의 텍스처 필터링 유닛(TF)과 16개의 텍스처 어드레싱 유닛(TA)
    - 클럭당 16개의 샘플 필터링 가능
    - 최대 텍셀 필레이트 : 초당 8기가텍셀((16 텍스처 x 500 MHz)

  - 최대 도트 프로덕트 연산 : 초당 240억
  - 셰이더 모델 3.0 : 다이렉트X 9.0c 지원

## 같이 보기
- 테라스케일 (마이크로아키텍처)
- 그래픽스 코어 넥스트